# Brian Fahey
Brian Fahey (* 2. März 1981 in Glenview, Illinois) ist ein ehemaliger US-amerikanischer Eishockeyspieler, der im Verlauf seiner aktiven Karriere zwischen 1997 und 2016 unter anderem annähernd 580 Spiele in der American Hockey League (AHL) auf der Position des Verteidigers bestritten hat. Darüber hinaus absolvierte Fahey sieben Partien für die Washington Capitals in der National Hockey League (NHL) und verbrachte drei Spielzeiten beim EC Red Bull Salzburg in der Erste Bank Eishockey Liga (EBEL). Mit den Salzburgern gewann er in den Jahren 2015 und 2016 jeweils die österreichische Meisterschaft.

## Karriere

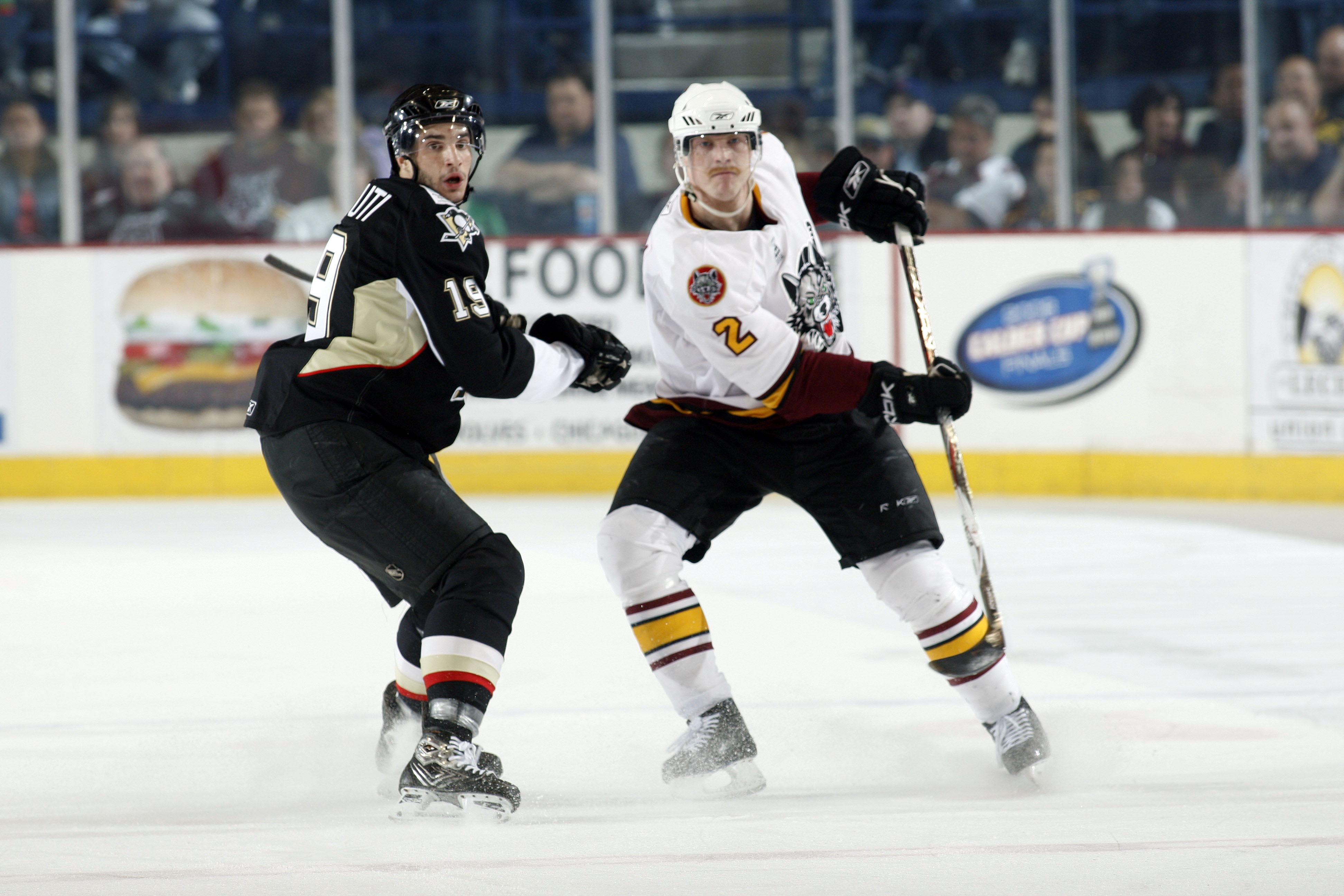
Fahey (rechts) im Trikot der Chicago Wolves (2008)

Brian Fahey begann seine Karriere als Eishockeyspieler im USA Hockey National Team Development Program, für das er von 1997 bis 1999 in den Juniorenliga United States Hockey League (USHL) und North American Hockey League (NAHL) aktiv war. Anschließend besuchte er vier Jahre lang die University of Wisconsin–Madison, für deren Eishockeymannschaft er parallel in der Western Collegiate Hockey Association (WCHA) spielte. In seinem ersten Collegejahr wurde er mit der Wahl in das All-Rookie Team der WCHA ausgezeichnet, woraufhin ihn die Colorado Avalanche aus der National Hockey League (NHL) im NHL Entry Draft 2000 in der vierten Runde als insgesamt 119. Spieler auswählten.
Anschließend nahmen ihn die Avalanche jedoch nicht unter Vertrag, weshalb er von 2003 bis 2005 für die Atlantic City Boardwalk Bullies in der ECHL auflief. Parallel kam der Verteidiger zudem zu einigen Einsätzen für die Worcester IceCats und Hershey Bears in der American Hockey League (AHL). In der Saison 2003/04 wurde er als Spieler der Boardwalk Bullies in das ECHL All-Rookie Team gewählt. In der Saison 2005/06 stand Fahey erstmals überwiegend für die Iowa Stars in der AHL auf dem Eis. Parallel absolvierte er jedoch weitere drei Spiele in der ECHL für die Idaho Steelheads. Die folgenden beiden Jahre verbrachte er beim AHL-Team Chicago Wolves, mit dem er in der Saison 2007/08 den Calder Cup gewann. In der Saison 2008/09 trat er für das Hartford Wolf Pack in der AHL an. Zuvor hatte er in der Saisonvorbereitung mit dessen Kooperationspartner New York Rangers den Victoria Cup gewonnen. Es folgte ein Jahr beim AHL-Team Lake Erie Monsters, ehe der ehemalige Junioren-Nationalspieler von den Washington Capitals aus der NHL verpflichtet wurde. Für die Capitals bereitete er in der Saison 2010/11 in sieben Spielen ein Tor vor. Den Großteil der Spielzeit verbrachte er jedoch erneut in der AHL, bei Washingtons Farmteam Hershey Bears und nahm für diese am AHL All-Star Classic teil. In der Saison 2011/12 lief er in der AHL für die Rockford IceHogs auf. 
Zur Spielzeit 2012/13 wurde der US-Amerikaner von Witjas Tschechow aus der Kontinentalen Hockey-Liga (KHL) verpflichtet. Zwischen 2013 und 2016 stand er beim EC Red Bull Salzburg in der höchsten österreichischen Eishockey-Liga unter Vertrag und gewann zweimal die österreichische Meisterschaft.

### International
Für die USA nahm Fahey an der U18-Junioren-Weltmeisterschaft 1999 teil, bei der die Mannschaft den siebten Platz. Im Turnierverlauf erzielte er in sechs Spielen ein Tor.

## Erfolge und Auszeichnungen
| - 2000 WCHA All-Rookie Team - 2004 Teilnahme am ECHL All-Star Game - 2004 ECHL All-Rookie Team - 2008 Calder-Cup-Gewinn mit den Chicago Wolves | - 2008 Victoria-Cup-Gewinn mit den New York Rangers - 2011 Teilnahme am AHL All-Star Classic - 2015 Österreichischer Meister mit dem EC Red Bull Salzburg - 2016 Österreichischer Meister mit dem EC Red Bull Salzburg |

## Karrierestatistik

### International
Vertrat die USA bei:
- U18-Junioren-Weltmeisterschaft 1999

(Legende zur Spielerstatistik: Sp oder GP = absolvierte Spiele; T oder G = erzielte Tore; V oder A = erzielte Assists; Pkt oder Pts = erzielte Scorerpunkte; SM oder PIM = erhaltene Strafminuten; +/− = Plus/Minus-Bilanz; PP = erzielte Überzahltore; SH = erzielte Unterzahltore; GW = erzielte Siegtore; 1 Play-downs/Relegation; Kursiv: Statistik nicht vollständig)